# Faramea nigrescens
Faramea nigrescens là một loài thực vật có hoa trong họ Thiến thảo. Loài này được Mart. mô tả khoa học đầu tiên năm 1841.